# Vraincourt
Vraincourt é uma comuna francesa na região administrativa da Champanha-Ardenas, no departamento de Haute-Marne. Estende-se por uma área de 3,48 km². Em 2010 a comuna tinha 94 habitantes (densidade: 27 hab./km²).